# Хар'япєа
Хар'япєа (ест. Härjapea jõgi) — колишня річка в Таллінні, Естонія. Річка була завдовжки в декілька кілометрів, витікала з озера Юлемісте і впадала в Талліннську бухту Фінської затоки.
Річка Хар'япєа була однією з найбільш експлуатованих річок в Естонії в часи Середньовіччя Перші водяні млини були побудовані на річці в XIII столітті. На карті кінця XVII століття на річці зображені 8 заводів, деякі з яких пізніше стали основою для більших підприємств. Через зростання промисловості в XIX столітті річка стає все забрудненішою і вже тоді була частково покрита зверху. У 1923 році вона була покрита дошками, а в 1938 році на місці річки, яка в той час становила близько 4,5 км завдовжки було завершено будівництво підземних стічних вод.
Сьогодні русло річки впізнається в деяких місцях, але більше нічого не нагадує про неї. Підземні стічні води знаходяться в придатному для використання стані.

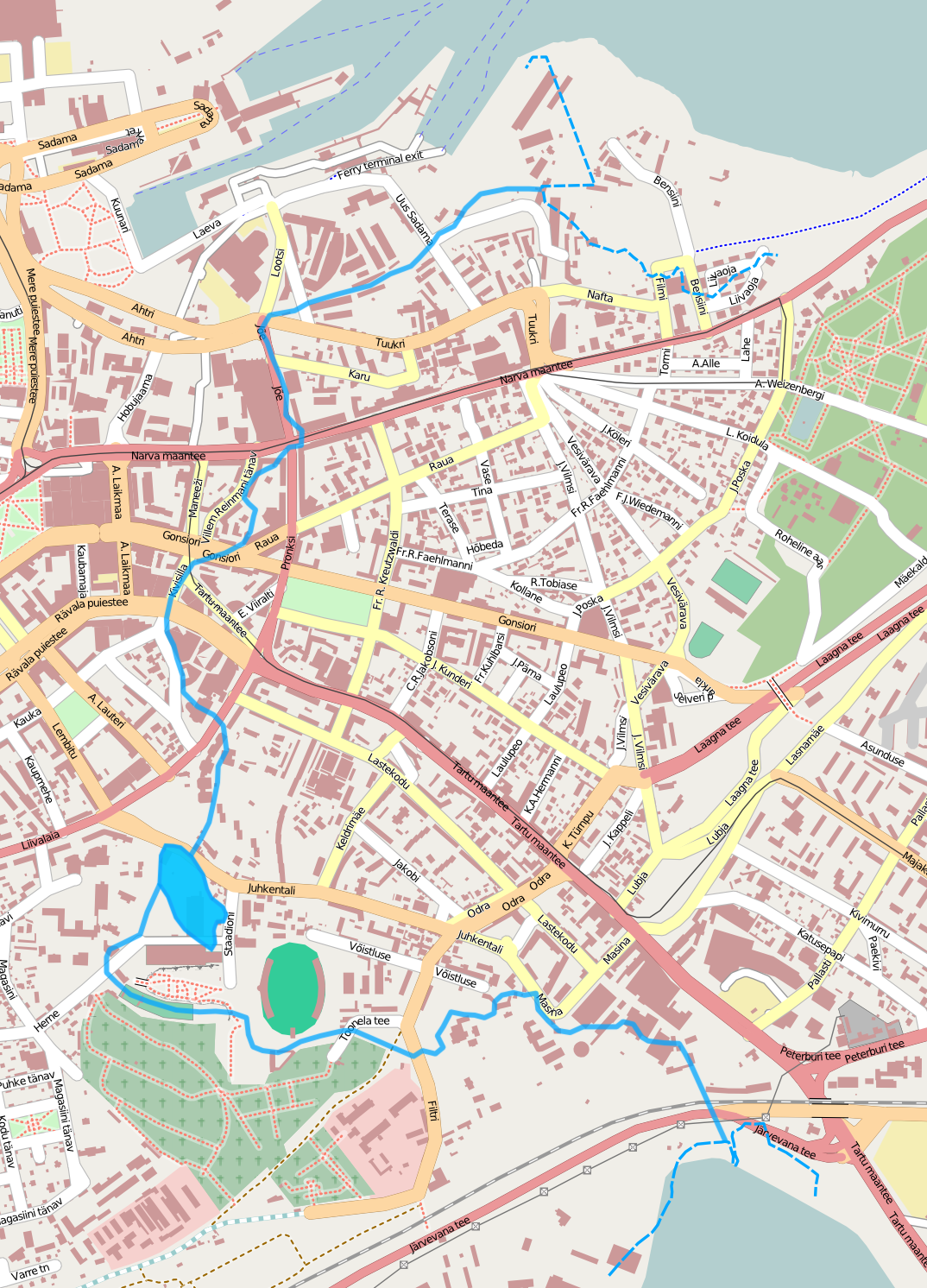
Річище річки наприкінці XIX століття на мапі сучасного Таллінна